# Processament de senyals digitals

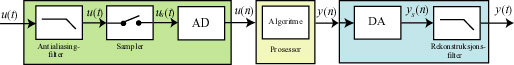
Fig.1 Esquema de blocs bàsic d'un sistema DSP

El processament de senyals digitals (DSP de Digital Signal Processing) és una àrea de l'enginyeria que es dedica a l'anàlisi i processament de senyals (àudio, veu, imatges, video) que són discrets o que han sigut discretitzats mitjançant cert procediment. Encara que comunament els senyals en la naturalesa ens arriben en forma analògica és a dir, són senyals continus, també existeixen casos que aquestes són per la seva naturalesa digitals, com per exemple, les edats d'un grup de persones, l'estat d'una vàlvula en el temps (oberta/tancada), etc.
Es pot processar un senyal per a obtenir una disminució del nivell de soroll, per a millorar la presència de determinats matisos, com els greus o els aguts. El processament es basa en la manipulació mitjançant certes operacions matemàtiques dels valors del senyal en si per tal de generar-ne altres de nous.

## Etapes del DSP

### Digitalitzar el senyal analògic

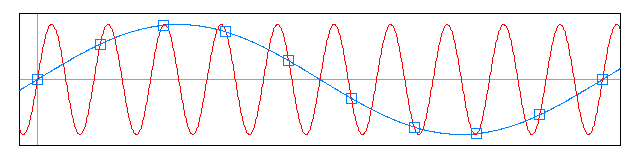
FIg.2 Gràfic que mostra l'aliasing d'un senyal sinusoidal de freqüència f = 0.9 confós amb un senyal de freqüència f = 0.1 emprant en la conversió a digital un període de mostreig T = 1.0

Per a poder processar un senyal, primerament s'ha de digitalitzar. Cal digitalitzar allò que ens arriba en format analògic des de la naturalesa. El perquè es basa en uns quants principis: (vegeu Fig.2) 
- Els senyals digitals són més fàcils de processar que els d'analògics, ja que avui en dia existeixen moltes eines informàtiques que faciliten (deguda la seva flexibilitat) i abarateixen el cost del processament.
- Els senyals són convertits a format discret i quantitzats (digital) per a facilitar-ne la seva transmissió o emmagatzematge.
- És possible realitzar mitjançant el processament digital accions impossibles d'obtenir mitjançant el processament analògic (per exemple, filtres amb resposta de freqüència arbitrària).

En general el processament es fa en forma digital perquè aquest és usualment més còmode de realitzar i més barat d'implementar que en el processament analògic. A més els senyals digitals requereixen usualment menys amplada de banda i poden ser comprimits. No obstant això, hi ha pèrdua (soroll de quantificació) inherent d'informació al convertir la informació contínua en discreta; i pot haver-la si les mostres es prenen massa espaiades (veure Teorema de mostreig de Nyquist-Shannon).

### Programació de l'algorisme de processat
Un DSP es pot programar tant en llenguatge d'assemblador com en llenguatge C. Cada família de DSP tenen el seu propi llenguatge d'assemblador i les seves eines subministrades pel fabricant. Gràcies a la col·laboració entre fabricants, existeixen llenguatges de més alt nivell (i per tant, més senzills i ràpids d'utilitzar) que incorporen la capacitat de programar els DSP, en general passant per un precompilat automàtic en C. Són els casos de LabVIEW y Matlab.

### Algorisme molt utilitzat en processament del senyal: Transformades
Un dels beneficis principals del DSP és que les transformacions de senyals són més senzilles de realitzar. Una de les més importants transformades és la transformada discreta de Fourier (TFD). Aquesta transformada converteix el senyal del domini del temps al domini de la freqüència. La TDF permet una anàlisi més senzilla i eficaç sobre la freqüència, sobretot en aplicacions de reducció de soroll i en altres tipus de filtrat (passa baixos, filtres passa alts, filtres passa banda, filtres de rebot de banda, etc.).
Una altra de les transformades importants és la Transformada de Cosinus Discreta la qual és similar a l'anterior quant als càlculs requerits per a obtenir-la, però aquesta converteix el senyal en components del cosinus trigonomètric. Aquesta transformada és una de les bases de l'algorisme de compressió d'imatges JPEG.

### Processadors Digitals de Senyals
Alguns models de microprocessadors són optimitzats per al DSP. Aquests processadors es diuen Processadors Digitals de Senyals. Aquests realitzen operacions per al DSP més ràpida i eficientment.
El DSP permet aplicacions que no podrien realitzar-se efectivament amb senyals analògics com, per exemple, emmagatzemar una pel·lícula de cinema en un disc compacte (DVD) o cançons en un aparell portàtil (iPod).

## Arquitectures estàndard en DSP
Les arquitectures dels computadors actuals estan comunament classificades com RISC's (Reduced Instruction Set Computers) i CISC's (Complex Instruction Set Computers).
Aquests últims tenen un gran nombre d'instruccions molt poderoses, mentre que l'arquitectura RISC té poques instruccions i realitza moviments de dades entre registres en un cicle de màquina. Avui en dia els ordinadors RISC comencen a reemplaçar els CISC's, perquè es pot arribar a un més alt rendiment per mitjà de l'ús d'un eficient compilador com a través de l'execució d'instruccions simples en forma ordenada.
Els DSP's estàndard tenen molt trets d'una arquitectura tipus RISC, encara que són processadors de finalitats específica l'arquitectura està especialment dissenyada per operar en entorns d'alta necessitat de càlcul. Un DSP estàndard executa diverses operacions en paral·lel mentre que un RISC utilitza unitats funcionals altament eficients que poden iniciar i completar una instrucció simple en un o dos cicles de rellotge.

## Aplicacions
- Processament digital de so
- Processament digital de veu (síntesi de veu)
- Processament digital d'imatges
- Processament digital de vídeo

El DSP s'utilitza en el processament de música (per exemple MP3), de veu (per exemple, reconeixement de veu) en telèfons cel·lulars, d'imatges (en la transmissió d'imatges satelitales) i vídeo (DVDs).

## Exemple
Normalment es defineix el senyal d'entrada {\displaystyle x} com el que es vol processar, el senyal de sortida {\displaystyle y} com el senyal processat i una regla per a obtenir la sortida com a funció de l'entrada.
Si prenem com les mostres d'un senyal digital {\displaystyle x={...,1,3,2,6,5,2,1,...}} com regla de processament la de prendre la mitjana del nombre anterior {\displaystyle x_{n-1}}, el nombre actual {\displaystyle x_{n}} i el nombre següent {\displaystyle x_{n+1}}i ho substituïm en la posició actual de sortida {\displaystyle y_{n}}, obtindrem per al senyal de l'exemple la sortida del processament següent {\displaystyle y={...,1/3,4/3,2,11/3,13/3,13/3,8/3,1,1/3,...}}.